# Wilfried Trott
Wilfried Trott, né à Wuppertal (Rhénanie-du-Nord-Westphalie) le 25 juillet 1948 est un coureur cycliste allemand. Il est champion d'Allemagne sur route amateur en 1975 et 1977. Il n'a jamais été coureur professionnel, il a remporté de nombreuses courses et a participé aux Jeux olympiques en 1972 et 1976. Il est élu cycliste allemand de l'année à trois reprises (1972, 1979 et 1980).

## Palmarès
- 1970
  - 5e et 11e étapes du Tour d'Irlande
- 1971
  - 4e, 8e et 9e étapes du Tour d'Irlande
- 1972
  - Tour de Cologne
  - Tour de Düren
  - 7e de la course en ligne des Jeux olympiques
- 1974
  - Prologue du GP Guillaume Tell (contre-la-montre par équipes)
  - 2e du championnat d'Allemagne sur route amateurs
  - 2e du Berliner Etappenfahrt
- 1975
  -  Champion d'Allemagne sur route amateurs
  - 2e étape du Tour de Rhénanie-Palatinat
  - 3e du Tour de Düren
- 1976
  - Prologue du GP Guillaume Tell (contre-la-montre par équipes)
  - Tour de Cologne
- 1977
  -  Champion d'Allemagne sur route amateurs
  - 2 étapes du  Tour de Rhénanie-Palatinat
- 1979
  - Tour de Cologne
  - Tour de Düren
  - 1reb étape du Tour de Basse-Saxe
- 1980
  - Tour de Düren

## Distinctions
- Cycliste allemand de l'année : 1972, 1979 et 1980